# KFBE 28–29, 38–39
Die Tenderlokomotiven KFBE 28–29, 38–39 wurden von der Lokomotivfabrik Jung als Güterzuglokomotiven für die Köln-Frechen-Benzelrather Eisenbahn (KFBE) gebaut.
Sie waren bis zum Ende des Dampflokeinsatzes in Betrieb und wurden dann ausgemustert sowie verschrottet.

## Geschichte
Zwei Jahre nach der KFBE 36 beschaffte die Köln-Frechen-Benzelrather Eisenbahn eine kleinere Lokomotive für ihren umfangreichen Güterzugbetrieb im Großraum von Köln. Diese wurde als KFBE 28 bezeichnet. Die Lokomotive wurde mit einer kleineren Dampfmaschine und geringeren Wasservorräten geliefert, was bei später gefertigten Exemplaren geändert wurde.
1941 wurde eine zweite Lokomotive ausgeliefert und 1944 folgten zwei weitere, die eine größere Dampfmaschine, wesentlich mehr Wasservorräte und geringfügig weniger Kohlenvorrat hatten.
Die Lokomotiven führten den Güterverkehr auf der Klüttenbahn (Bahnstrecke Köln–Frechen) durch. Sie waren bis zum Ende des Dampfbetriebes im Einsatz.
Drei Maschinen wurden 1959/1960 abgestellt und bis 1961 verschrottet. Die zuletzt gebaute KFBE 39 wurde bis 1966 verwendet und dann ebenfalls verschrottet.

## Konstruktion
Die Lokomotiven für Industriebahnen hatten ein laufachsloses Fahrwerk zur Erzielung einer hohen Reibungslast. Sie wurden mit Heißdampf betrieben. Äußerlich waren sie der verstärkten Form der ELNA 6 ähnlich. Es sind nur unvollständige technische Daten erhalten geblieben.
Die Lokomotiven hatten einen Blechrahmen. Aufgrund des Maßunterschiedes des festen Achsstandes zwischen der erstgelieferten Lokomotive sowie den folgenden war bei allen die erste Achse seitenverschiebbar, das Achsenmaß der festen Achsen der beiden Varianten jedoch unterschiedlich. Angetrieben wurde die dritte Achse. Sie besaßen eine Heusinger-Steuerung mit Kuhnscher Schleife, Müller-Schieber und mit den Lokomotiven der Deutschen Reichsbahn identische Armaturen. Alle Lager der Treib- und Kuppelstangen waren noch zweigeteilt. Alle Hilfseinrichtungen wurden nach Reichsbahnnorm ausgeführt.